# Simon Krätschmer

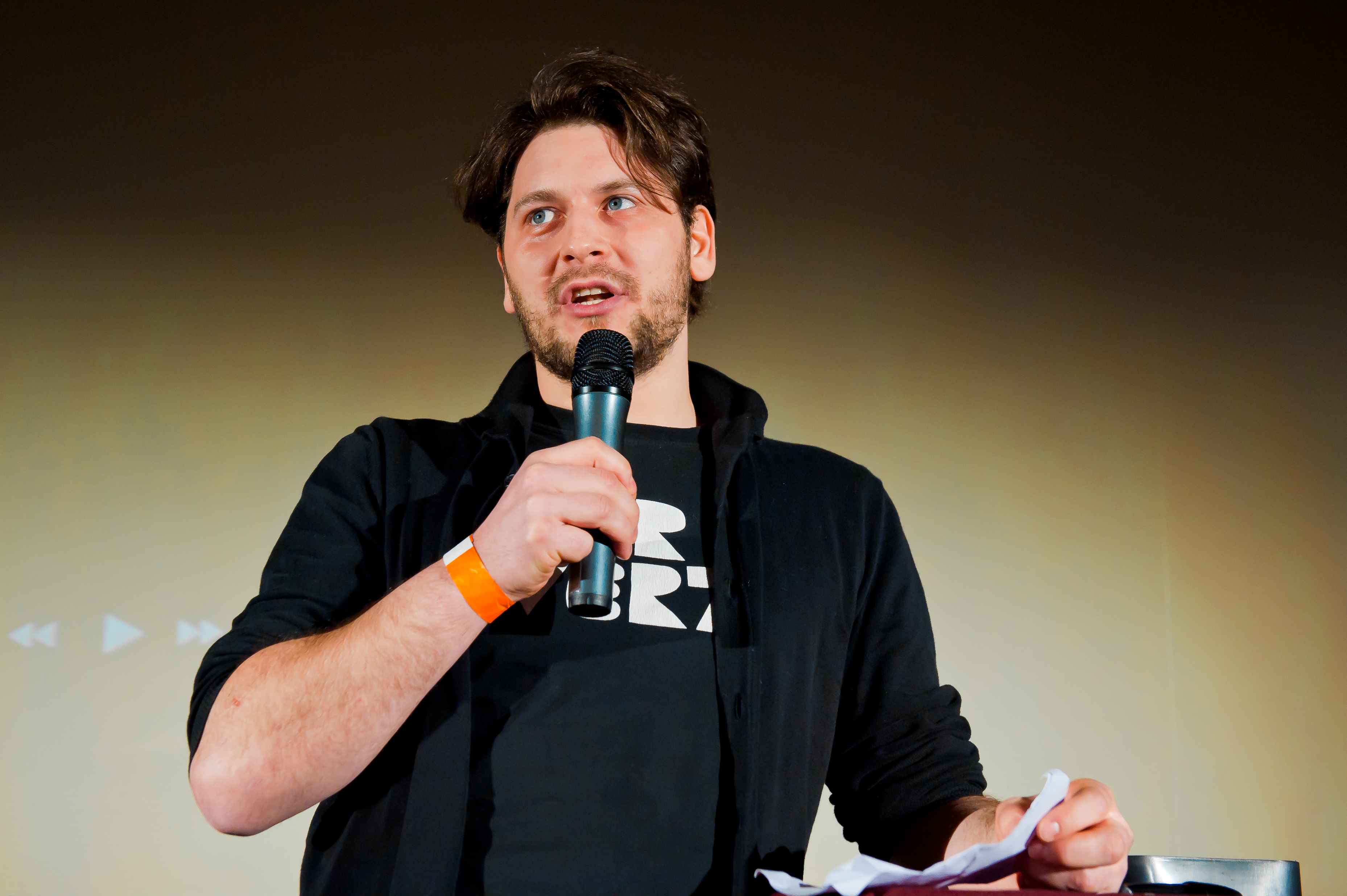
Simon Krätschmer hält eine Laudatio beim Webvideopreis 2011

Simon Martin Krätschmer (* 28. Februar 1979 in Hanau) ist ein deutscher Fernsehmoderator, ehemaliger Computerspiel-Journalist und Autor.
Von März 2001 bis Februar 2006 arbeitete er bei verschiedenen Fernsehformaten von GIGA. Mit Daniel Budiman entwarf er die Videospielesendung Game One und war dort von 2006 bis 2014 Moderator. Er ist Mitbegründer der Produktionsfirma Rocket Beans Entertainment GmbH und seit 2015 Moderator beim Sender Rocket Beans TV.

## Leben
Krätschmer wurde 1979 in Hanau geboren. Er ist Sohn des ehemaligen langjährigen Wächtersbacher Bürgermeisters Rainer Krätschmer und wuchs in Lohrhaupten auf.
Er arbeitete in der Zeit von 1995 bis 2000 als freier Autor für Modern Media Publishing und schrieb dort Lösungsbücher für Video- und Computerspiele. 1998 machte er sein Fachabitur und war danach unter anderem Redakteur bei den Zeitschriften fun generation (hier als stellvertretender Chefredakteur), Das offizielle PlayStation-Magazin, Das offizielle PlayStation2-Magazin, play playstation und dem Gaming-Internetportal opm-net.de. Seinen ersten Fernsehauftritt hatte Krätschmer bei der Sendung Markttrends des Hessischen Rundfunks.

## Karriere

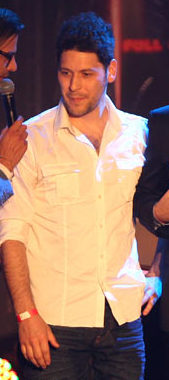
Krätschmer beim Webvideopreis 2014

### Werdegang bei GIGA
Am 9. April 2001 hatte Krätschmer seinen ersten Auftritt in der Sendung GIGA GAMES, einer interaktiven Fernsehsendung auf NBC Europe, die sich mit Computer- und Videospielen beschäftigte. Hier war er im Bereich Help/MAXX tätig, den er bis April 2003 mit verschiedenen Kollegen moderierte. Ab dem 7. April 2003 moderierte er zusammen mit Michael Neudert den Konsolen-Bereich, den er am 17. Juli 2005 verließ. Mit Beginn der GIGA\\GAMES Roadshow im Juni 2005 fungierte er als Moderator bei GIGA GAMES und war nicht mehr für einen bestimmten Bereich zuständig. Am 23. Februar 2006 eröffnete Krätschmer zum letzten Mal die Sendung, danach verließ er den Sender GIGA.

### Werdegang bei Game One
Ab August 2006 war Krätschmer bei der Sendung Game One tätig, die zunächst als MTV Game One beim Fernsehsender MTV ausgestrahlt wurde. Hier moderierte und produzierte er zusammen mit seinem ehemaligen GIGA-Kollegen Daniel Budiman, mit dem er die Sendung konzipiert hatte. Wie Krätschmer und Budiman waren auch einige weitere Game-One-Mitarbeiter vormals bei GIGA. Die Sendung erhielt 2011 den Publikumspreis des Grimme Online Award. Später wurde sie auch auf VIVA und Comedy Central ausgestrahlt.
Im Jahr 2014 wurde die Sendung Game One eingestellt, die letzte neue Episode lief am 23. Dezember 2014.

### Werdegang bei Rocket Beans TV
Im Oktober 2011 wurde Krätschmer neben Daniel Budiman, Etienne Gardé, Nils Bomhoff und Arno Heinisch Mitbegründer der Medienproduktionsfirma Rocket Beans Entertainment GmbH. Er moderierte dabei in einigen Videos des YouTube-Kanals der Firma Rocket Beans TV, der 2014 für eines ihrer Videos den Deutschen Webvideopreis erhielt. Am 15. Januar 2015 gründete die Firma einen gleichnamigen Sender, der seitdem das Programm auf dem Streamingportal Twitch bzw. seit dem 1. September 2016 auf Youtube ausstrahlt. Im Juni 2015 wurde der Sender mit dem Webvideopreis 2015 für die Verdienste des vergangenen Jahres ausgezeichnet.
Krätschmer moderiert seit Sendestart einzelne Formate zu Themen wie Computerspielen oder Literatur. Regelmäßig ist er außerdem Gastmoderator in Talkformaten wie Almost Daily und war Co-Moderator in der Show Bohn Jour.

### Unabhängigkeit seit der Senderumstellung
Im Oktober 2021 gab Rocket Beans TV bekannt, dass sie ihren Sender grundlegend umstellen würden und viele ehemalige Mitarbeitende jetzt eigenständig auf Twitch streamen oder auf ihren eigenen YouTube-Kanälen Videos produzieren würden. Darunter auch Krätschmer, der seit dem auf Twitch unter mon_official regelmäßig streamt. Krätschmer wird aber explizit nicht von RBTVs Künstler-Management-Agentur vertreten, die ansonsten alle anderen von der Senderumstellung betroffenen Mitarbeitenden fördert, sondern steht seit November 2021 bei der Spandauer Influencer-Marketing-Agentur INSTINCT3 unter Vertrag und wird von ihnen gemanagt. Krätschmer versicherte aber, dass er RBTV nicht verlasse und weiterhin für deren Inhalte vor der Kamera stehen werde. Im Zuge eines Konflikts zwischen RBTV und Krätschmer Ende 2023 machte dieser aber deutlich, dass seine Marke jetzt "MON" sei und alles andere (gemeint war RBTV) ihn nicht mehr kümmere. Diesen Post löschte Krätschmer später aber wieder. Die Zusammenarbeit zwischen Krätschmer und RBTV lag seitdem bis zum 14. März 2024 auf Eis. An diesem Tag wurde das Staffelfinale der Talkshow Almost Daily mit ihm und ein Statement des Senders veröffentlicht, in dem erklärt wurde, dass "Simon [...] nach seiner verlängerten Pause zu Rocket Beans TV zurückkehren" würde und man sich intern mit ihm einigen und verständigen konnte.
Anfang April 2025 gestand Krätschmer in einem Stream, dass er immense Steuerschulden habe, die er aktuell nicht einfach begleichen könne. Seine Einnahmen insgesamt seien in den letzten Jahren auch stetig zurückgegangen, nachdem er 2022 noch 300.000 € brutto verdient hatte. Außerdem gestand er in einem erneuten Zwist mit RBTV bzw. im Besonderen mit dem Gesellschafterkollegen Etienne Gardé zu stehen, der durch die Unterhaltungssendung Nerd Commander im Dezember 2024 entstanden sei, in der sich die beiden verbal auch persönlich hart angegangen sind. Seitdem ist Krätschmer auch nicht mehr in der wöchentlichen Talk-Sendung Almost Daily gewesen und im Januar fehlte er sogar bei der 10-jährigen Jubiläumsshow des Senders. Auch fehlte Krätschmer beim Abschiedsbild der letzten regulären Game Two-Ausgabe Ende Juni. Nach eigener Aussage war er hierzu nicht eingeladen worden.
Im Juli 2025 startete Krätschmer auf YouTube ein neues Gaming-Format mit dem Titel Game Mon, unter dem zuvor bereits ein Podcast von ihm veröffentlicht worden war. Obwohl die Pilotfolge im Verhältnis hohe Zuschauerzahlen verzeichnete, stieß sie auf teils deutliche Kritik, u. a. wegen des umfangreichen Einsatzes von KI-generierten Inhalten. Zudem wurde der zeitliche Abstand zur Einstellung von Game Two als problematisch empfunden. Dem Format wurde vorgeworfen, pietätlos unmittelbar nach dem Ende der Sendung veröffentlicht worden zu sein. Krätschmer betonte hingegen, bereits seit mehreren Monaten an Game Mon gearbeitet zu haben. Auf die Kritik reagierte Krätschmer im Kommentarbereich des YouTube-Videos teilweise sehr harsch und ausfallend.

### Sonstiges
Krätschmer war vom 1. März bis 18. Juni 2004 Moderator der Latenightsendung Nachtfalke, die auf Tele 5 ausgestrahlt wurde.
Er war von April 2008 bis Oktober 2010 als Kolumnist für derwesten.de tätig und schrieb mit Daniel Budiman in der Kolumne Budimon zum Thema Computerspiele und -kultur.
Für den Deutschen Computerspielpreis hielt er 2010 während der Preisverleihung gemeinsam mit Daniel Budiman eine Laudatio.
Am 4. Juni 2016 moderierte Krätschmer als Teil der Rocket Beans den deutschen Webvideopreis.
Im Februar 2017 erhielt Simon Krätschmer mit seinen Kollegen Etienne Gardé, Nils Bomhoff und Daniel Budiman von Rocket Beans TV den Deutschen Fernsehpreis in der Kategorie „beste Moderation Unterhaltung“.
Anfang November 2023 äußerte sich Krätschmer in einem Stream zu „aktuellen Weltlage“ zu verschiedensten politischen Themen. Aufgrund populistischer und als rechts aufgefasster Aussagen stieß dieser Stream auf eine breite negative Resonanz. Auf die Kritik an seinen Aussagen reagierte Krätschmer auf der Social-Media-Plattform X ungehalten und positionierte sich u. a. auch gegen Rocket Beans TV und bezeichnete allgemein eine nicht nähere bezifferte Anzahl an dortigen Mitarbeitenden als „Amöben“. Diese Auslassungen führten zu weitergehender Kritik und Druck auf den Sender, was darin mündete, dass sich Rocket Beans TV Ende November 2023 von Krätschmer distanzierte und ankündigte, die weitergehende Zusammenarbeit bis auf bereits abgedrehte Formate erstmal zu pausieren. Mitte Februar 2024 erklärte Krätschmer in einem seiner Streams, dass ein klärendes Gespräch mit der Rocket-Beans-Geschäftsführung bereits angesetzt sei und er weiterführende Informationen aus seiner Perspektive zur ganzen Debatte in einer zukünftigen Ausgabe des Formates Almost Daily ausführlich darlegen würde. Am 14. März 2024 kehrte er offiziell wieder zu RBTV zurück. Er tauchte im Staffelfinale der Talkshow Almost Daily auf. Dort wurde die Thematik aber nicht besprochen, sondern er und der Sender gaben am gleichen Tag jeweils ein schriftliches Statement ab. Dort wird formuliert, dass viele Gespräche stattgefunden haben und Simon auch in Zukunft Teil des RBTV-Kosmos sein werde, weil er jene Zukunft weiterhin aktiv mitgestalten wollte. Manche diskutablen Aussagen von Simon seien „im Eifer des Gefechts“ getätigt worden und man habe sich dahingehend auf Verhaltensregeln geeinigt, um solche Situationen zukünftig vermeiden zu können. Simon selbst kommuniziert in seinem Statement, dass er sich hinsichtlich seines impulsiven Verhaltens auf Social-Media-Plattformen bessern und an sich arbeiten wolle. Er entschuldige sich bei allen, die er verletzt hatte und machte deutlich, dass er sich als Teil von RBTV fühle und sich daher weiterhin einbringen und mitmachen werde.

## Moderation

### Aktuelle Moderation
- seit 2012: Almost Daily (RBTV)[37]
- seit 2015: Speedrundale (RBTV)[38]

### Frühere Moderation
- 2001–2006: GIGA Games (NBC Europe)[39]
- 2004: Nachtfalke (Tele 5)[40]
- 2005: GIGA Games Roadshow (NBC Europe)[41]
- 2006–2014: Game One (MTV, später auch VIVA)[42]
- 2012–2020: 2012–2020: Erwachsene Männer hören Jan Tenner (RBTV)[43]
- 2014–2016: Bohn Jour (RBTV)[44]
- 2015–2022: #MoinMoin (RBTV)[45]
- 2015–2016: GAME plus (RBTV)[46]
- 2016: Game+ Daily (RBTV)[47]
- 2015–2019: Buch Klub (RBTV)[48]
- 2016–2019: Nachspiel: „The Last Guardian“, „Resident Evil 7“, „Detroit: Become Human“, „God of War (2018)“ & „Bloodborne“ (RBTV)[49]
- 2016: Webvideopreis Deutschland[50]
- 2016–2024: Game Two (ZDFneo)[51]

### Podcasts
- 2017–2020: Club 19 (mit Dominik Hammes)[52]
- 2020–2021: MonDay Podcast (mit Hakan Day)[53]
- 2022: Game Mon[54]

## Werke
- Game Breaker N 64: N-64-Cheats Vol. 1. modern media, Hanau 1998, ISBN 978-3-933678-03-4.
- Game Breaker N 64: N-64-Cheats Vol. 2. modern media, Hanau 1998, ISBN 978-3-933678-03-4.
- Resident Evil 2 Hintbook: Das komplette Überlebenskit. modern media, Hanau 1998, ISBN 978-3-9805821-6-2.
- Game Breaker PSX: PSX-Cheats Vol. 2. modern media, Hanau 1998, ISBN 978-3-933678-02-7.
- Mission Impossible: Agentenhandbuch. modern media, Hanau 1998.
- Böse Geschichten für schlechte Menschen. WeCreate Books, Hamburg 2024, ISBN 978-3-911034-22-7.